# Lake Alexandrina
Lake Alexandrina är en sjö i Australien, nära Adelaide i delstaten South Australia, vid utloppet för floden Murray. Den ligger 26 meter över havet och arean är 649 kvadratkilometer. Lake Alexandrina och den närbelägna Lake Albert kallas tillsammans "Lower Lakes". Sjön är döpt efter prinsessan Alexandrina Victoria, sedermera Drottning Viktoria av Storbritannien. Vid hennes trontillträde och antagande av regentnamnet Victoria föreslogs att sjön skulle byta namn till Lake Victoria, men så skedde inte. 